# クラスター (疫学)
疫学におけるクラスター（英: disease cluster、感染集団、疾患クラスター、疾病集積）とは、時間的および地理的の両方の観点で、近接して発生する特定の疾患または障害の事例の集積である。
発生率が異常 (unusual) に高い集団のみを指すとする立場 から、偶然により生じると考えられるよりも多ければ該当するとする立場(p40)、そのような条件は不要で複数の事例が集積していれば足りるとする立場(p292)
(p16)
までさまざまな見解がある。

## 概要
地域別の公衆衛生に関する監視システムの発達と密接に関連した概念である。通常、クラスターと認知されると地域の公衆衛生部門に報告され(p154)、その疾患（あるいは障害）の原因の特定や拡大防止のための情報収集と分析がおこなわれる。特に、原因や伝播過程が不明の疾患の場合には、情報収集の最初のステップとして、クラスターの発見が重要となる(pp198-201)。
疫学黎明期の 1854年にイギリスのロンドンで発生したブロード・ストリートのコレラの大発生は、そのようなクラスターの典型的な例である。当時、コレラを引き起こす病原体（コレラ菌）は知られていなかったが、麻酔科医のジョン・スノウはロンドン市内のコレラ症例集積地点の情報を分析して、感染の経路となっていた井戸を特定し、流行を終息させることに貢献した。
1976年にアメリカ合衆国のフィラデルフィアで原因不明の肺炎のクラスターが見つかった際には、ペンシルベニア州保健局が大規模な調査をおこなった。症例の多かった退役軍人の会合やパレードの出席者、その観覧者あるいは周辺の滞在歴や訪問歴などの情報を分析した結果、大規模な感染の広がりがあきらかになった
2019年末の中国の武漢での新型コロナウイルス感染症の流行について、世界保健機関 (WHO) は、当初、武漢で発見された肺炎の症例のクラスターと表現していた。
これらの事例はいずれも当初は特定されていなかった病原体による感染症であるが、そのようなもののほか、あらゆる病気・事故・障害などについて、時間的・地理的に近接した症例の集積はこの概念に該当しうる。たとえば、悲劇的な事件や有名人の死などに触発されて短期間に一定地域で自殺が増加することがあるが、そうしたものも「クラスター」である。(pp261-262)

## 概念の拡張
伝統的な「クラスター」概念は、発見された患者を、時と場所の類似性という情報を使って分類するものである。時と場所は疫学研究においてまず押さえるべき基本的な情報である から、これらによって患者の分布を把握するのは、最もオーソドックスな方法といえる。しかし、患者を分類する（そして背後にある共通の要因を調べる手がかりとする）ためには、時と場所のほかにもさまざまな類似性の基準を考えることができる。そのようにして、時と場所以外の環境／遺伝等のさまざまな情報を利用して人々のかたまりを析出したものを「クラスター」と呼ぶ場合がある。

### ネットワーク
コンタクト・トレーシング等の手法によって、患者同士のあいだに社会的なつながりが見いだされることがある。たとえば後天性免疫不全症候群 (AIDS) の流行が注目されはじめた1980年代の疫学研究事例では、アメリカ合衆国の各地に分布する40人以上の患者間に性的なつながりがあったことがわかっており、これらの患者群のことをclusterと呼んでいる。
このように感染が広がってから事後的に発見された患者間のつながりを指す用法のほかに、もともと感染が広がりやすい高リスクの接触（いわゆる濃厚接触）を頻繁に持っている人々の集団があると考え、それをクラスターと呼ぶ場合がある。典型的な例としては学校・病院・職場・家庭などが挙げられるが、それら以外にも、さまざまな種類の文化的活動や交際による人的つながりを考えることができる。この場合、「クラスター」とは、その内部で感染が広がりやすい性質を持つ集団という意味である。病原体が侵入すればクラスター内で感染が広がる可能性が高いが、必ずしも全員が感染者となるわけではない。

### 遺伝子型
20世紀後半の分子生物学の発展にともない、遺伝子型 (genotype) によって生物個体間の類似性を測る手法が普及した。感染症の場合、患者から検出した病原体について遺伝子解析をおこなった結果にもとづいて、遺伝子型が共通する複数の患者をまとめて「クラスター」とする場合がある。

## 日本語での用法
日本語圏では、2009年の新型インフルエンザや2020年の新型コロナウイルス感染症の流行への日本政府の対応において、「クラスター」という語が使われた。それぞれ文脈に応じた特殊な意味を与えられている。ただし、いずれも病原体や感染経路を把握したり流行を抑制したりする目的で、近接した複数の感染事例の情報を収集する際に使われたので、その点は、一般的な疫学用語としての「クラスター」と共通している。

### 日本の新型インフルエンザ対応における用法
日本における2009年新型インフルエンザの流行に対しては、「クラスターサーベイランス」がおこなわれた。これは「集団（学校、施設、家族等さまざまな集団）におけるインフルエンザの続発にかかる情報収集」
と定義される。医師、学校、施設等からの連絡に基づき、同一の集団（学校、施設等）における複数のインフルエンザ患者の発生を保健所が把握する。7日以内に複数の患者が発生していること
が目安である。たとえば学校に対しては、同一学級または部活動等の単位でインフルエンザ様症状（38度以上の発熱があって、鼻汁もしくは鼻閉、咽頭痛、咳のどれかがある状態をいう）による欠席が7日間に2名以上出たときは、迅速に保険所に連絡することを要請していた。
この当時用いられていた「クラスター」は、特定のメンバーが日常的に接触を繰り返す集団内での複数患者の発生を指す用語である。不特定の者が参加する催物や1回きりの会合などでの感染は対象としない。また、患者同士が同一の感染ネットワーク上にあることも要件としない。
当時の行政文書ではしばしば「クラスター（集団発生）」のようにカッコ書き付きであり、「集団発生」の同義語というあつかいであった。一般向け報道では「集団発生」あるいは「集団感染」を使っていて

、「クラスター」の語を使うことはほとんどなかった。

### 日本の新型コロナウイルス感染症対応における用法
日本においては、2020年（令和2年）の新型コロナウイルス感染症流行に伴い、2月24日に開催された新型コロナウイルス感染症対策専門家会議（以下「専門家会議」と呼ぶ）第3回会議での検討結果を踏まえて翌25日政府の新型コロナウイルス感染症対策本部（以下「対策本部」と呼ぶ）が決定した「新型コロナウイルス感染症対策の基本方針」
が「クラスター」という語を多用したことから、その後報道等で頻出するようになった。本来は、特定の環境においてひとりの感染者が大量の2次感染を起こすスーパー・スプレッダーを示す便宜的な表現として考案された用語だった(p23)。しかし当時の政府文書は、スーパー・スプレッダーに着目することを図によってほのめかすにとどまり、文章による明確な定義を示さなかった。その後、異なる意味を持つ「クラスター」の使用が並立することになり、スーパー・スプレッダーとは関係ない内容に変わっていく。
「クラスター」の法的定義としては、鳥取県
や徳島県
が制定した条例が、不特定又は多数の者が立ち入る施設等で新型コロナウイルス感染症の患者が5名以上生じた場合を「クラスター」と規定している。そうした条例のない地方公共団体も感染状況に関する情報の発表などで同様の定義を使っていて、これが事実上の標準となっていた。1箇所での大人数の感染という現象は、当初は「集団感染」と呼ばれていた
が、専門家会議が3月2日に公表した「新型コロナウイルス感染症対策の見解」(pp6-7)
がはじめて「クラスター」と表現した。厚生労働省は、この意味での「クラスター」について、それが発生しやすい環境は「3つの密」が重なる場所であると指摘し、3つの密を避けるように国民に呼びかけた。なお、5名以上という基準は、2020年3月17日に厚生労働省が公表した「全国クラスターマップ」改訂版
で使われたものである。2020年夏以降になると、日本政府は2名以上が1箇所で感染した事例を「クラスター」として数えるようになり、5名以上という基準を維持する地方公共団体発表とのあいだに齟齬が生じた。
もうひとつの定着した用法は、誰から誰に感染したかというネットワーク（通常、有向グラフとして表現される）を把握して、つながりのある感染者の集団を「クラスター」と呼ぶものである。保健所がおこなう積極的疫学調査のために国立感染症研究所が作成したマニュアルの2020年（令和2年） 2月27日版に「連続的に集団発生を起こし（感染連鎖の継続）、大規模な集団発生につながりかねないと考えられる患者集団を指す」
とある例が、文書としては最も古い。3月15日に厚生労働省が初めて公開した「全国クラスターマップ」
も、「感染者間の関連が認められた集団（クラスター）を地図上に表示した」 ものであった。対策本部が3月28日に作成した「新型コロナウイルス感染症対策の基本的対処方針」
も、「患者間の関連が認められた集団」をクラスターとしている。この「基本的対処方針」は、2023年5月8日に廃止されるまで3年以上、改訂を重ねながらもおなじクラスター定義を使いつづけた。